# Avon (Deux-Sèvres)
Avon ist eine französische Gemeinde mit 63 Einwohnern (Stand 1. Januar 2022) im Département Deux-Sèvres in der Region Nouvelle-Aquitaine (vor 2016 Poitou-Charentes). Sie gehört zum Arrondissement Niort und zum Kanton Celles-sur-Belle. Die Einwohner werden Avonnais genannt.

## Geographie
Avon liegt etwa 38 Kilometer südwestlich von Poitiers an der Grenze zum Département Vienne. Umgeben wird Avon von den Nachbargemeinden Rouillé im Norden und Nordosten, Saint-Sauvant im Osten und Südosten, Chenay im Süden, Exoudun im Südwesten, Bougon im Westen sowie Pamproux im Nordwesten.
Das völlig waldlose Gemeindegebiet ist weitgehend militärisches Sperrgebiet (Terrain de Manoeuvres d’Avon).

## Bevölkerungsentwicklung
| Jahr                       | 1962 | 1968 | 1975 | 1982 | 1990 | 1999 | 2006 | 2019 |
| Einwohner                  | 136  | 98   | 87   | 81   | 76   | 75   | 86   | 63   |
| Quellen: Cassini und INSEE |      |      |      |      |      |      |      |      |